# Камп-Линтфорт
Камп-Линтфорт (њем. Kamp-Lintfort) град је у њемачкој савезној држави Северна Рајна-Вестфалија. Једно је од 12 општинских средишта округа Везел. Према процјени из 2010. у граду је живјело 38.919 становника. Посједује регионалну шифру (AGS) 5170020, NUTS (DEA1F) и LOCODE (DE KLF) код.

## Географски и демографски подаци
Камп-Линтфорт се налази у савезној држави Северна Рајна-Вестфалија у округу Везел. Град се налази на надморској висини од 33 метра. Површина општине износи 63,2 km². У самом граду је, према процјени из 2010. године, живјело 38.919 становника. Просјечна густина становништва износи 616 становника/km².

## Међународна сарадња
| Мјесто          | Држава               | Врста сарадње | Од    |
| --------------- | -------------------- | ------------- | ----- |
|                 | Турска               | контакт       | 2009. |
| Жори            | Пољска               | партнерство   | 2004. |
| Честер-ле-Стрит | Уједињено Краљевство | партнерство   | 1981. |
| Камбре          | Француска            | партнерство   | 1989. |
| Извор           |                      |               |       |